# Bia Sion
Beatriz Susana Sion, mais conhecida como Bia Sion (Rio de Janeiro, 1 de julho de 1960), é uma atriz, cantora e compositora brasileira.

## Filmografia

### Televisão
| Ano       | Título                   | Personagem                | Notas                  |
| --------- | ------------------------ | ------------------------- | ---------------------- |
| 1983      | Caso Especial            | Manoela                   | Episódio: "O Prodígio" |
| 1984      | Partido Alto             | Sue                       |                        |
| 1986      | Dona Beija               | Emerenciana               |                        |
| 1986      | Mania de Querer          | Paula                     |                        |
| 1987      | Carmem                   | Creuza                    |                        |
| 1990      | Mãe de Santo             | Drª Ruth                  |                        |
| 1991      | Na Rede de Intrigas      | Maria                     |                        |
| 1995      | A Idade da Loba          | —                         | [ 3 ]                  |
| 2006      | Cobras & Lagartos        | Cliente da Luxus          |                        |
| 2007      | Eterna Magia             | Evelyn                    |                        |
| 2009      | Revelação                | Suzana Sousa              |                        |
| 2010      | Escrito nas Estrelas     | Rute                      |                        |
| 2011      | Lara com Z               | —                         |                        |
| 2012      | A Vida da Gente          | Janice                    |                        |
| 2013      | Tapas & Beijos           | Enfermeira                |                        |
| 2014-2018 | Detetives do Prédio Azul | Bruxa Zoraida Zorga (Z.Z) |                        |
| 2018      | Deus Salve o Rei         | Rainha de Lúngria         |                        |

### Cinema
| Ano  | Título          | Personagem |
| ---- | --------------- | ---------- |
| 2007 | Inesquecível    | Bilheteira |
| 2019 | Amor Assombrado | —          |
| 2025 | Viver a Vida    | Sarah      |

## No Teatro
- 2005 - Tistu
- 2002 - Fazendo Amigos na Fazenda
- 1994 - Os Saltimbancos
- 1993 -  A Balada de um Palhaço
- 1992 - Música Divina Música
- 1991 -  Antes de ir ao Baile
- 1991 - Noturno- Sonetos e Canções de Shakespeare
- 1990 - Ensina-me a Viver
- 1989 - Vira Lats
- 1987 - Filumena Marturano
- 1985 - Feliz Ano Velho
- 1984 - Isadora e Oswald
- 1984 - Sapatinho de Cristal
- 1983 - Tistu, o Menino do Dedo Verde
- 1982 - Band Age
- 1981 - Viagem à Imaginação
- 1980 - Don Quixote de la Pança
- 1979 - Eu Chovo, Tu Choves, Ele Chove
- 1979 - O Girassol Mágico
- 1978 - Festa de Sábado
- 1977 - A Princesinha Mimada